# Eremochrysa hageni
Eremochrysa hageni är en insektsart som beskrevs av Banks 1903. Eremochrysa hageni ingår i släktet Eremochrysa och familjen guldögonsländor. Inga underarter finns listade i Catalogue of Life.